# Ереруйкская базилика
Ереру́йкская бази́лика (арм. Երերույքի տաճար) — армянский храм V века, один из древнейших памятников армянской архитектуры. Расположена вблизи села Анипемза Ширакской области Армении, в 8 км к востоку от одной из 12 столиц Армении — города Ани.

## История
Ереруйкская базилика является одной из самых ранних христианских сооружений Армении, она построена в V веке на месте языческого алтаря. Базилика предложена для включения в список Всемирного наследия ЮНЕСКО.
Храм 3-нефный, из Анийского туфа, стоит на 6-ступенчатом стилобате, на углах с 4 выступающими приделами, соединёнными друг с другом галереями.

## Галерея
- Руины Ереруйка